# McDonnell F2H Banshee
McDonnell F2H Banshee byl dvoumotorový proudový stíhací letoun, vyvinutý pro službu na letadlových lodích. V americkém námořnictvu typ sloužil v letech 1948–1959 a v kanadském námořnictvu v letech 1955–1962. F2H měl přímé křídlo, byl jednomístný a poháněla ho dvojice proudových motorů. Společně s typem Grumman F9F Panther byl jedním z nejdůležitějších palubních stíhačů korejské války.

## Vývoj
F2H byl vyvinut z typu McDonnell FH-1 Phantom, na jehož modernizaci se pracovalo, ještě před začátkem jeho sériové výroby. Letoun byl větší, měl výkonnější motory Westinghouse s tahem 13 kN, zvýšenou zásobu paliva, výzbroj složenou z 20 mm kanónů a také byl schopen nést podvěšené pumy, rakety či přídavné nádrže.
Maketa nového letounu, označeného XF2D-1 byl dokončen v dubnu 1945. Projekt přežil útlum výroby po konci druhé světové války, i když vývoj se zpomalil a první ze tří prototypů byl postaven až v roce 1946. Prototyp poprvé vzlétl 11. ledna 1947 z továrního letiště Lambert Field v St. Louis. Když bylo tovární označení D přiděleno firmě Douglas, byl stroj přeznačen na XF2H-1. Po vyřešení několika dětských nemocí prototypu bylo rozhodnuto o sériové výrobě typu. V květnu 1947 bylo objednáno prvních 56 kusů.

## Varianty

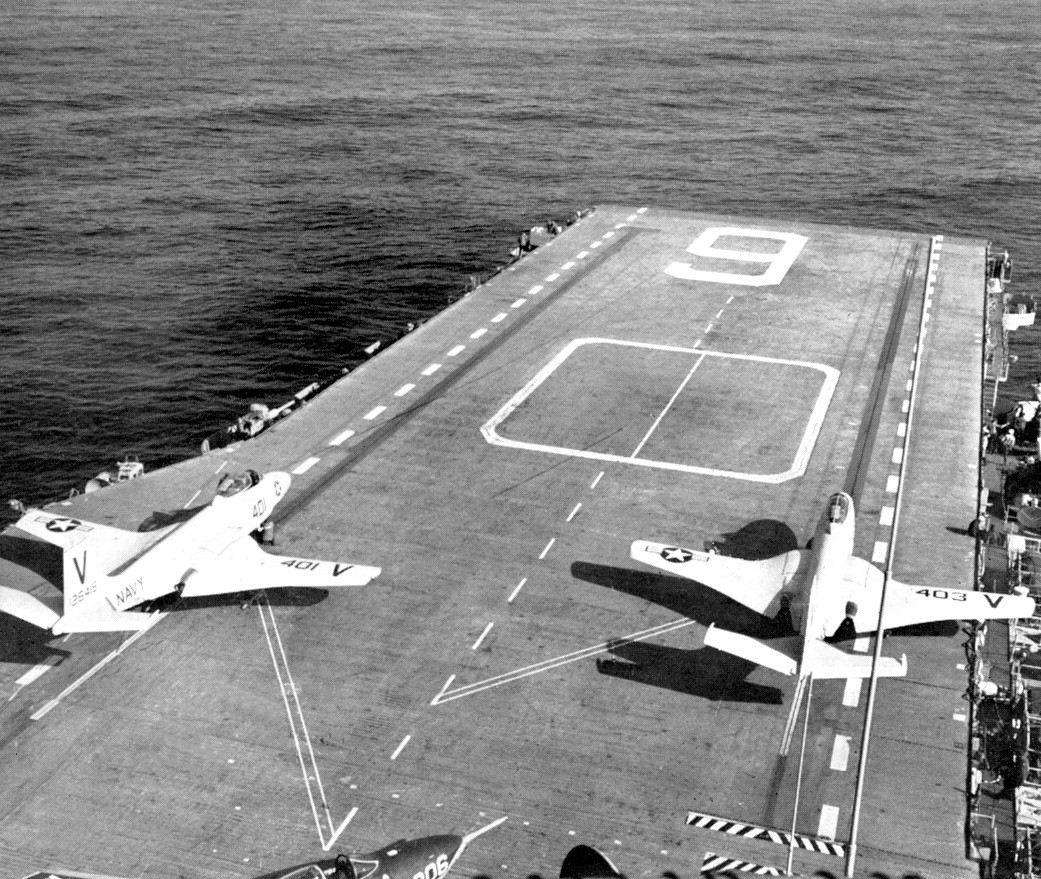
Dvojice F2H-3 Banshee stíhací squadrony VF-114 Executioners, v roce 1956, na palubě letadlové lodi USS Essex

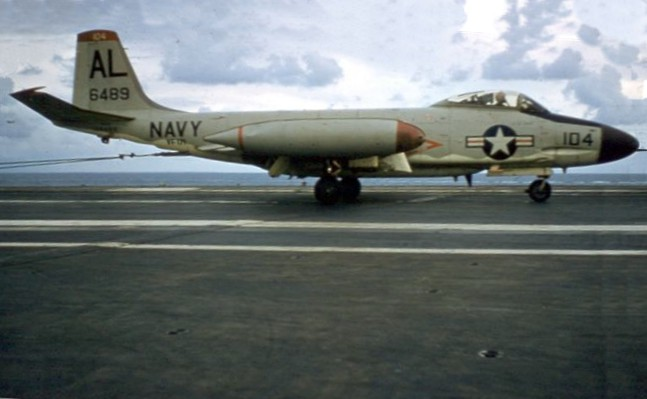
VF-171 F2H-3 přistává na loď Franklin D. Roosevelt, 1958.

V srpnu 1948 byly první F2H-1 dodány ke vstupním testům US Navy. Jejich trup byl o 36 cm prodloužen, aby se do něj vešla další palivová nádrž o objemu 1 330 l. Do F2H-1 byly také montovány výkonnější motory o tahu 14 kN.
Přestože už F2H-1 byly přijaty ke službě v US Navy, mnohem rozšířenější byla varianta F2H-2, které bylo postaveno 306 kusů. Ty měly díky silnějším motorům s tahem 14,5 kN o něco vyšší výkony. Křídlo F2H-2 bylo upraveno přidáním závěsníků a také byly nainstalovány dvě přídavné nádrže o objemu 757 l na jeho koncích. Tyto nádrže byly oddělitelné, v praxi to ale nebylo obvyklé.
Varianta F2H-2 byla základem pro tři další mírně upravené verze. F2H-2B měla zesílené křídlo a byl schopen nést taktické jaderné zbraně. Bylo vyrobeno 35 kusů. F2H-2N byl noční stíhač, který měl o 86 cm prodlouženou příď s instalovaným radarem. Vyrobeno 14 kusů. F2H-2P byly upravené pro průzkumné mise. Letouny měly v o 74 cm prodloužené přídi celkem 6 kamer. Bylo to první proudové průzkumné letadlo US Navy. Vyrobeno 81 kusů.
F2H-3 byla jako poslední výrazně upravena. Trup letounu byl prodloužen o 240 cm a byla přidána nová větší palivová nádrž. Množství neseného paliva se tak zvýšilo z 3 320 l na 4 172 l. To umožnilo letounu provést většinu misí bez nutnosti použít nádrže na koncích křídla. Ocasní plochy byly přesunuty ze svislé ocasní plochy do trupu. Letouny také měly radar Westinghouse, který jim umožňoval plnit mise za každého počasí. To znamenalo změnu umístění kanónů, které musely ustoupit radaru a jeho vybavení. Díky těmto úpravám vypadala varianta F2H-3 výrazně odlišně od svých předchůdců. Bylo postaveno 250 kusů.
F2H-4 byla poslední výrobní varianta. Měly nový radar firmy Hughes a lehce výkonnější motory o tahu 16 kN. Jinak byly totožné s F2H-3. Bylo vyrobeno 150 kusů.
Výroba Banshee skončila v září 1953. V té době bylo dokončeno 895 kusů. V roce 1962 došlo k reorganizací označovacího systému a dosud sloužící letouny byly přeznačeny z F2H-3 a F2H-4 na F-2C a F-2D. Předchozí varianty, pro které bylo určeno označení F-2A a F-2B, už byly zcela vyřazeny. Žádné F2H však už pod tímto označením nevzlétly, protože se v té době nacházely v rezervě a už nelétaly.

## Služba v US Navy a Marine Corps

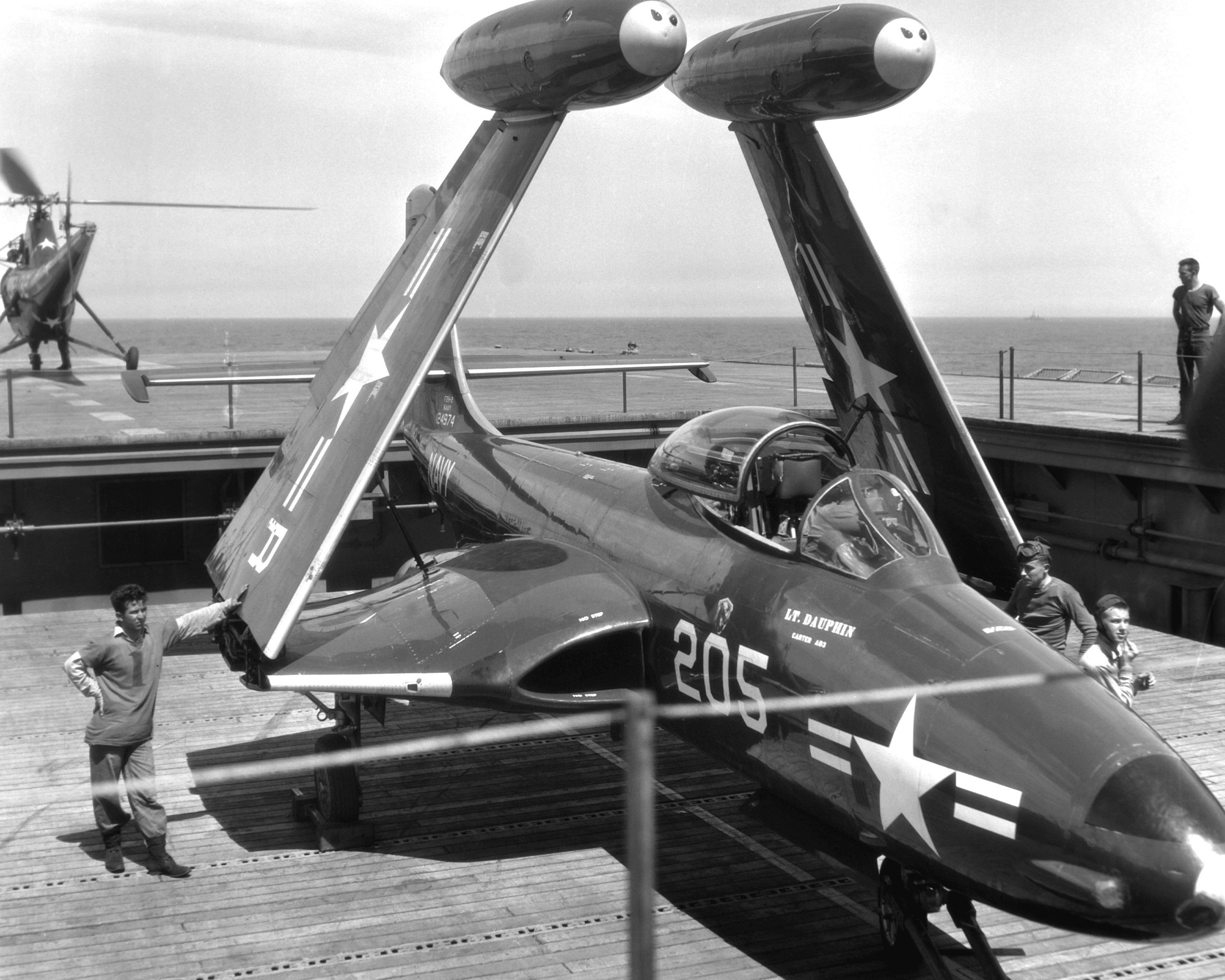
VF-172 F2H-2 na palubě USS Essex, Korea, 1951.

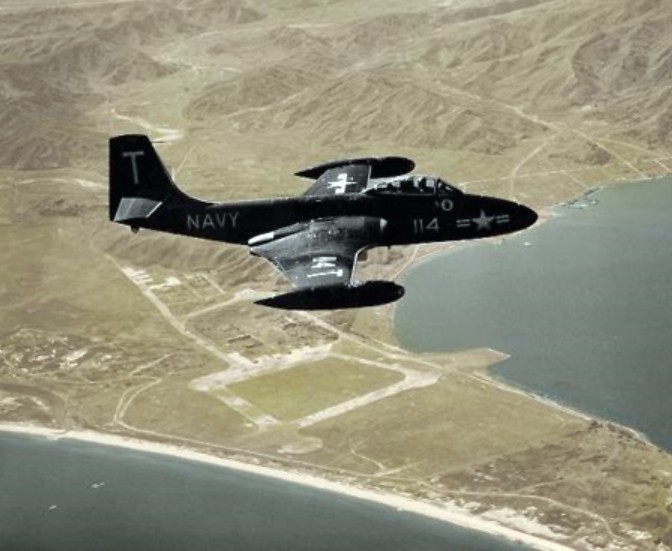
F2H peruti VF-11 v letu nad Wonsanem, 1952

F2H-2 se účastnily korejské války jak v námořnictvu, v rámci svazu Task Force 77, tak v silách námořní pěchoty. Díky svým dobrým výkonům ve velkých výškách, působily zpočátku jako dálkový doprovod bombardovacích svazů USAF. Jak se konflikt vyhrocoval, byly palubní stíhací letouny přesunuty na útoky proti pozemním cílům, podporu pěchoty a ničení nepřátelského zásobování. Severokorejské letectvo bylo téměř zcela zničeno počátkem nasazení sil OSN, především díky mnohem kvalitnějším pilotům, kteří měli bohaté bojové zkušenosti z druhé světové války. Kombinované korejsko-čínsko-sovětské síly proto operovaly především ze základen na čínském území. Jelikož to bylo daleko z míst vzletu amerických letounů a stíhací hlídky nad řekou Jalu byly přidělovány především letounům North American F-86 Sabre USAF, nedosáhly F2H žádných sestřelů nepřátelských letounů. Američané ztratili tři F2H, sestřelené protiletadlovou palbou.
Široké uplatnění ve válce nalezly průzkumné F2H-2P. V době, kdy ještě nebyly vyvinuty protiletadlové řízené střely, znamenala jejich rychlost účinnou obranu proti protiletadlovým kanónům. Nepřátelské stíhací letouny také ještě běžně neměly na palubě vyhledávací radar. Rychle a ve velké výšce letící F2H-2P tak byly poměrně bezpečné a poskytovaly velení užitečné snímky z bojiště. Pokud operovaly v oblastech, kde bylo aktivní nepřátelské letectvo, měly navíc stíhací doprovod. Během korejské války byly ztraceny pouze dva kusy F2H-2P, sestřelené protiletadlovou palbou.
Jelikož velení amerického námořnictva nemělo důvěru v možnosti provozování letounů se šípovými křídly, které se rychle rozšiřovaly v armádním letectvu, z palub lodí, jejich stíhací letouny začaly ve výkonech rychle zaostávat. Díky své koncepci s rovným křídlem tak byl F2H-2 Banshee o plných 161 km/h pomalejší, než sovětské letouny MiG-15, což ho výrazně handicapovalo ve vzdušném boji. Když další výzkumy ukázaly, že i letoun s šípovým křídlem může létat při dostatečně nízkých rychlostech, i US Navy objednalo vývoj takových strojů. Objednalo ještě nové F2H-3 a F2H-4, vybavené radarem, pro obranu flotily, ty ale měly jen dočasně zaplnit mezeru, než byly nové typy Grumman F-9 Cougar, McDonnell F3H Demon a Douglas F4D Skyray dostupné v dostatečném množství. Poslední varianty F2H sloužily jen několik let a nebyly už bojově nasazeny.
Také průzkumné F2H-2P byly jak jen to bylo možné nahrazeny průzkumnou variantou F9F Cougar, označenou F9F-8P a také průzkumnou variantou dalšího nového stíhače, Vought F-8 Crusader, označenou F8U-1P.

## Služba v Royal Canadian Navy

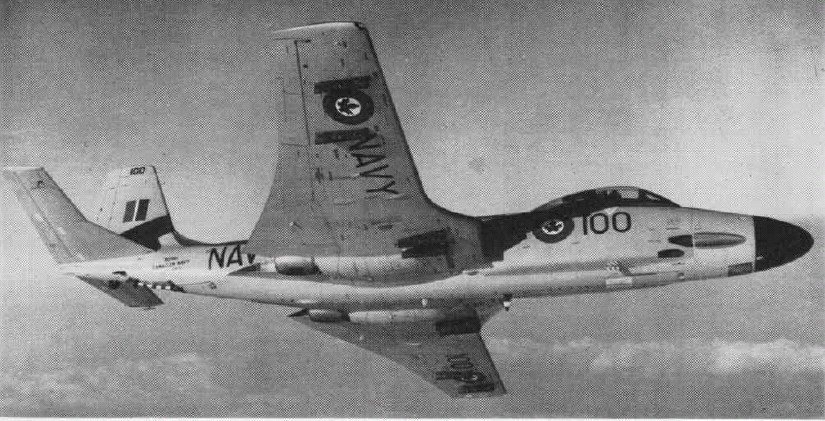
Kanadský F2H-3, 1957.

V roce 1951 se Kanadské královské námořnictvo rozhodlo nahradit své zastarávající pístové stíhací letouny Hawker Sea Fury modernějšími proudovými F2H. Objednalo nejprve 60 kusů za 40 milionů dolarů.[ujasnit] Kvůli rozpočtovým škrtům, však nebyly letouny objednány před ukončením jejich výroby a RCN si muselo pořídit vyřazené F2H-3, sloužící dříve v US Navy. Bylo jich koupeno celkem 39 a to za 25 mil. dolarů. Byly dodány v letech 1955–1958 a létaly jak z paluby letadlové lodě HMCS Bonaventure (CVL-22), tak z pozemních základen.
Bojová hodnota letounů byla zvýšena přidáním protiletadlových řízených střel AIM-9 Sidewinder. Testy s těmito střelami proběhly v listopadu 1959 a bylo při nich sestřeleno několik cvičných cílů. Po vyřazení kanadských F2H-3 ze služby, neměl jiný kanadský palubní letoun střely Sidewinder až do doby, než RCN začalo v 80. letech používat stíhací letouny McDonnell Douglas CF-18 Hornet.
Přestože byly Banshee původně oceňované pro své letové vlastnosti, doprovázela jejich službu v RCN řada potíží. Dva letouny byly i s jejich piloty ztraceny kvůli strukturálnímu selhání mechanismu sklápění křídel a další Banshee byla ztracena, když jí při přistání selhaly brzdy a přepadla přes palubu lodi do moře. RCN ztratilo celkem 12 ze svých 39 F2H-3, což znamenalo ztráty přes 30%.
Postupem času se prioritou RCN stalo protiponorkové hlídkování. Jelikož byla HMCS Bonaventure příliš malá pro to, aby zároveň nesla Banshee a dostatečný počet protiponorkových letounů CS2F Trackers, operovala většinu času bez nich. Jelikož Kanadské námořnictvo bylo pod velkým tlakem na snížení rozpočtu a v té době již poměrně zastaralé Banshee se stávaly stále náročnějšími na údržbu, byly v září 1962 vyřazeny bez náhrady. Na tom se projevilo i jejich značné opotřebení v náročných klimatických podmínkách severního Atlantiku. Byly to jediné proudové palubní stíhačky, které kdy Kanadské námořnictvo provozovalo z letadlové lodi.

## Dochované kusy
Všechny F2H, kromě tří, byly sešrotovány či zničeny jako cvičné cíle.
- 126464 v Ottawě v Canada Aviation Museum
- 126402 v muzeu The Shearwater Aviation Museum v Kanadském Halifaxu v Novém Skotsku
- 126334 v The Naval Museum of Alberta v Kanadském Calgary

## Jednotky provozující F2H
- Kanada - Royal Canadian Navy
- VF-870 (F2H-3)
- VF-871 (F2H-3)

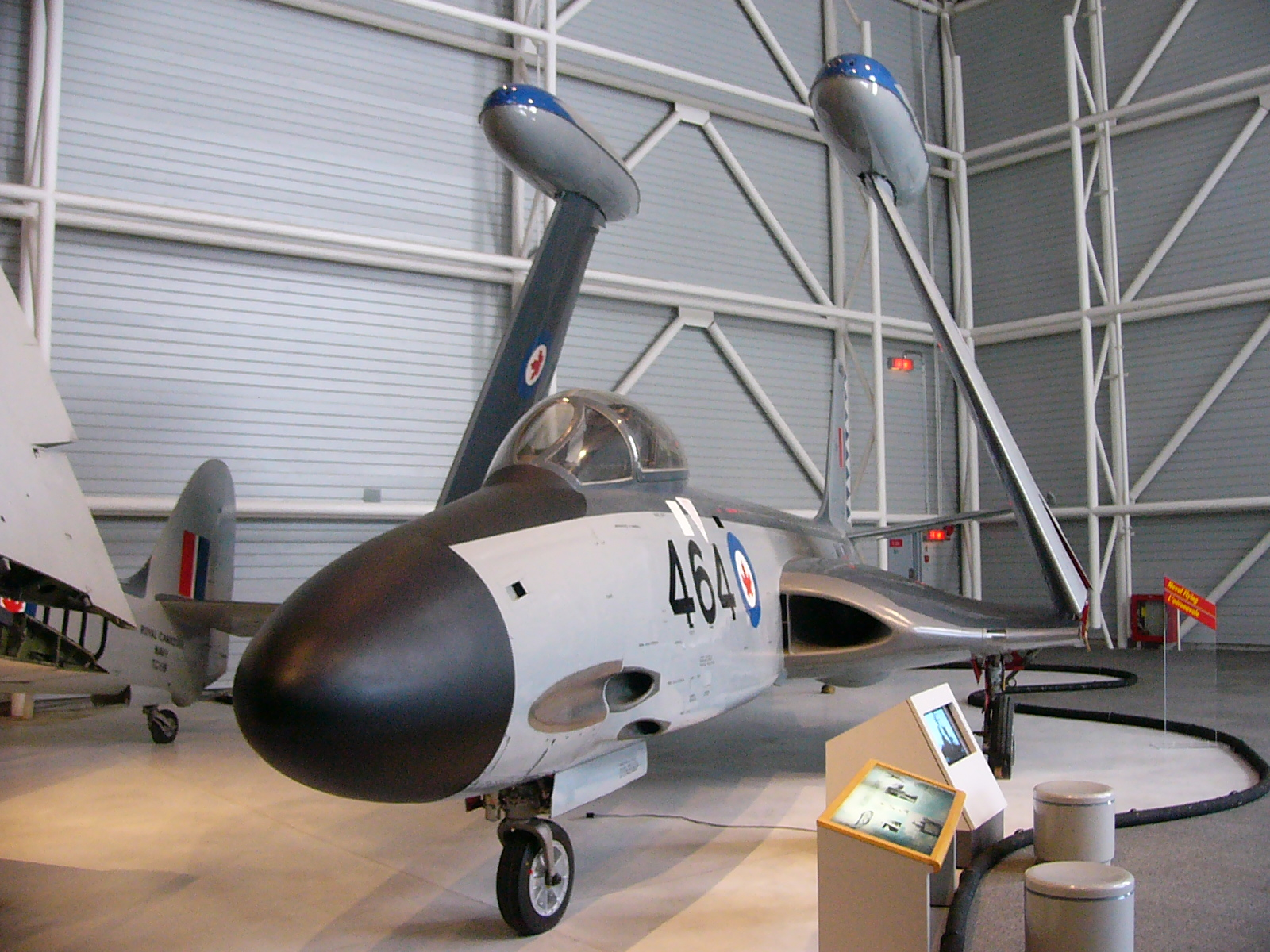
F2H-3 Banshee v Canada Aviation and Space Museum

- VX-10 (F2H-3, testovací squadrona)

 - USA - US Navy
- VX-3 (F2H-1, testovací squadrona)
- VF-171 (F2H-1, F2H-2)
- VF-11 (F2H-2)
- VF-12 (F2H-2)
- VF-22 (F2H-2)
- VF-31 (F2H-3)
- VF-62 (F2H-2)
- VF-172 (F2H-2)
- VC-61 (F2H-2P)
- VC-62 (F2H-2P)
- VC-4 (F2H-3)

 - USA - United States Marine Corps
- VMF-114
- VMF-122 (F2H-2)
- VMF-214 (F2H-4)
- VMF(N)-533 (F2H-A4)
- VMJ-1 (F2H-2P)
- VMJ-2 (F2H-2P)

## Specifikace (F2H-3)
Údaje podle

### Technické údaje
- Posádka: 1 (pilot)
- Rozpětí: 12,72 m
- Rozpětí s přídavnými nádržemi: 13,71 m
- Rozpětí se sklopeným křídlem" 5,61 m
- Délka: 14,68 m
- Výška: 4,25 m
- Nosná plocha: 27,31 m²
- Hmotnost prázdného letounu: 5980 kg
- Vzletová hmotnost normální: 9616 kg
- Maximální vzletová hmotnost: 12 927 kg
- Pohonná jednotka: 2 × proudový motor Westinghouse J34-WE-34
  - Tah motoru: 14,46 kN

### Výkony
- Maximální rychlost u hladiny moře: 847 km/h
- Cestovní rychlost ve výšce: 742 km/h
- Dostup: 14 175 m
- Stoupavost: 29 m/s na úrovni moře
- Dolet: 1885 km
- Max. dolet: 2760 km

### Výzbroj
- 4 × 20mm kanón Colt Mk 16 (150 nábojů na zbraň)
- 8 × neřízených střel, nebo
- 6 × 227 kg pum a 2× 60lb neřízené střely
- 2 × řízená střela AIM-9 Sidewinder (pouze v Royal Canadian Navy)